# 格兰特圆环

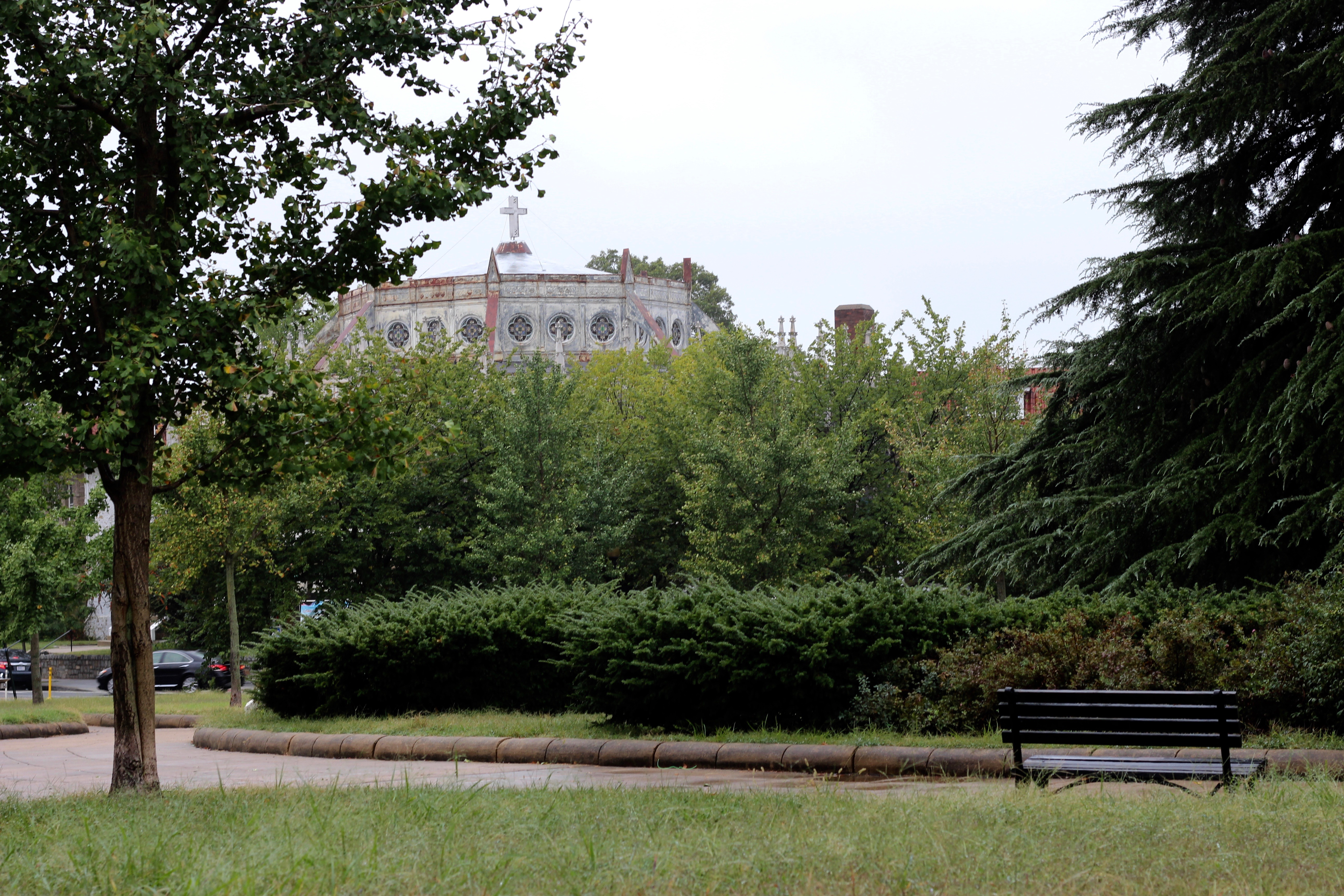
格兰特圆环

格兰特圆环（Grant Circle）是一个交通环岛，位于美国华盛顿哥伦比亚特区西北区的佩特沃斯（Petworth）社区，新罕布什尔大道、伊利诺伊大道、Varnum街和5街全都交汇于此。环岛内的公园由美国国家公园管理局拥有及管理。 2015年，格兰特圆环及周边建筑列入国家史迹名录。

## 历史
原名谢里登圆环，1889年更名为格兰特圆环。 格兰特圆环得名于尤利西斯·辛普森·格兰特，他是赢得美国内战的北军将军，后来又两次被选为美国总统。到1920年周边街区已经充分开发。
佩特沃斯卫理公会于1920年在格兰特圆环兴建。 格兰特圆环是该市最早竖立双球“培根灯柱”的地点之一，这种布杂艺术风格的路灯在1924年获批准，仍然只在这个城市的历史核心使用。